# 西西里军区
西西里军区（羅馬化：thema Sikelias）是拜占庭帝国的一个军区，存在时间为7世纪晚期至10世纪中叶，领土包括西西里岛和意大利半岛的卡拉布里亚地区。在穆斯林征服西西里之后，军区疆域自902年起便局限在卡拉布里亚，但旧有名称直至10世纪中叶才得以变更。

## 历史
公元535至536年，拜占庭将领贝利撒留击败東哥德人，收复西西里，其被置为帝国的一个特殊行省，由一名裁判官治理，军队则由督军管辖。阿拉伯人的来源证实在岛上有一名将军总管军事，在那时岛屿可能就已经成为了一个军区。
军区以叙拉古为中心，除了被划分为多个「师（Τουρμα）」的西西里岛之外，还包括了意大利半岛上的卡拉布里亚公国（δουκᾶτον Καλαυρίας），其领土大致延续到克拉蒂河。西西里的将军亦会对那不勒斯、加埃塔、阿马尔菲的自治公爵行使部分权力，但会根据当地的主流政治派别而有所不同。
穆斯林征服西西里始于826年，此后，878年叙拉古陷落，902年陶尔米纳沦陷，将军迁往卡拉布里亚首府雷吉乌姆。在10世纪前半叶，拜占庭为收复岛屿发动了多次远征，都以失败告终，但仍保有墨西拿附近的几个据点，直到965年，最后一个前哨罗梅塔陷落。「西西里将军」这一称谓作为官方头衔保留到了10世纪中叶，自此之后「卡拉布里亚将军」一职开始出现。

### 脚注
1. 1 2  ODB，"Sicily" (A. Kazhdan), pp. 1891–1892.
2. ↑  Nesbitt & Oikonomides 1994，第22頁.
3. 1 2  Oikonomides 1972，第351頁.
4. ↑  Nesbitt & Oikonomides 1994，第19, 22頁.
5. ↑  Pertusi 1952，第179頁.
6. ↑  Brown 2008，第457–459頁.
7. ↑  Oikonomides 1972，第351, 356頁.
8. ↑  Pertusi 1952，第178–180頁.

### 书籍
- Brown, Thomas S. . Sheppard, Jonathan  (编). . Cambridge: Cambridge University Press. 2008: 433–464  [2019-02-09]. ISBN 978-0-521-83231-1. （原始内容存档于2020-05-23）.
- Kazhdan; Alexander. . Oxford and New York: Oxford University Press. ISBN 0-19-504652-8.
- Lilie, Ralph-Johannes; Ludwig, Claudia; Pratsch, Thomas; Zielke, Beate. . Berlin and Boston: De Gruyter. 2013  [2019-02-09]. ISBN 0-88402-226-9. （原始内容存档于2017-03-06） （德语）.
- Nesbitt, John W.; Oikonomides, Nicolas (编). . Washington, DC: Dumbarton Oaks Research Library and Collection. 1994  [2019-02-09]. ISBN 0-88402-226-9. （原始内容存档于2020-07-26）.
- Oikonomides, Nicolas. . Paris: Editions du Centre National de la Recherche Scientifique. 1972  [2019-02-09]. （原始内容存档于2020-06-26） （法语）.
- Pertusi, A. . Rome: Biblioteca Apostolica Vaticana. 1952 （意大利语）.
- Prigent, Vivien; Nichanian, Mikaël. . Revue des études byzantines. 2003, 61: 97–141. doi:10.3406/rebyz.2003.2273 （法语）.